# خوسيه كورباس
خوسيه كورباس سيرنا (بالإسبانية: José Corpas Serna)‏ ؛(7 يوليو 1991) هو لاعب كرة قدم إسباني يلعب في مركز جناح أيمن في نادي إيبار.

## روابط خارجية
- خوسيه كورباس على موقع قاعدة بيانات كرة القدم.إي يو (الإنجليزية)
- خوسيه كورباس على موقع Soccerway.com (الإنجليزية)